# Полковник Бункер
Полковник Бункер (алб. Kolonel Bunker) — художественный фильм совместного албанско-франко-польского производства 1996 года режиссёра Куйтима Кашку.
Премьера фильма состоялась 6 октября 1999 года.

## Сюжет
Албанец Муро Мето во время учёбы в военном училище полюбил польскую студентку Анну. Оба решают жить на родине мужа.
1960 год — Албания разрывает отношения с «Восточным блоком» и все жители страны становятся заложниками коммунистического маоистского режима Энвера Ходжи. Страна становится наиболее изолированным обществом в Европе — в политическом, психологическом и физическом отношениях.
Действие фильма происходит в 1974—1994 годы. Энвер Ходжа правит Албанией почти 40 лет. Герою фильма поручают важное государственное задание — «бункеризацию» Албании, строительство бункеров, укрытий и военных фортификационных сооружений, которые должны защитить Албанию от внешних и внутренних врагов. За это его прозвали «полковник Бункер», он становится человеком Ходжи, широко известным в стране, почти национальным героем. М. Мето полностью посвящает себя работе, его брак медленно разрушается.
Однажды, когда «полковник Бункер» находится на пике профессиональной славы, его арестовывают, а жена Анна попадает в лагерь для ссыльных. Оба переживают долгие трудные годы в заключении.
После падения режима, Анна возвращается в Польшу. Полковник, выйдя на свободу, чувствует себя совершенно изолированным в обществе, а дело всей своей жизни считает трагедией для Албании. Эти мрачные сооружения с годами превращаются в магазинчики, местах развлечений, и даже храмы. Разочарованный герой обнаруживает всю тщетность и бесполезность своей долгой жизненной «миссии». Он — внутренне пуст, живой труп.
В конце фильма М. Мето совершает самоубийство на берегу озера, рядом с бункером, в котором молодая парочка занимается любовью.

## В ролях
- Агим Кирьяги — Муро Мето, «полковник Бункер»,
- Анна Нехребецкая — Анна Якубовская-Мето,
- Чун Лайчи — Его Преосвященство,
- Гульельм Радоя — прокурор,
- Кадри Роши — бывший священник,
- Петрит Маляй — комендант лагеря,
- Джеват Лимани — комендант тюрьмы,
- Тереса Липовская — мать Анны
- Фатиме Лайчи,
- Сефедин Нуредини

## Награды
- Приз кинофестиваля в Бастии в номинации «За лучшую режиссёрскую работу»
- Приз международного кинофестиваля в Венеции (1998) — специальная премия ЮНЕСКО Куйтиму Кашку за режиссёрскую работу
- Приз кинофестиваля в Измире — специальная премия жюри фестиваля
- Главная награда XI албанского кинофестиваля в Тиране (2000).

В 1996 фильм номинировался на премию Оскар за лучший фильм на иностранном языке.